# Канонизация
Канониза́ция (лат. Canonizatio от греч. κανών — список, каталог) —  внесение церковной властью  имени какого-либо умершего  человека в список святых (обычно церковный календарь); причисление кого-либо к совокупности (лику) святых в  христианской (Православной, Коптской, Эфиопской и Католической) церкви. У всех протестантских церквей такое явление как канонизация, отсутствует.

## Христианство
В католической и православной Церквях — причисление к лику святых означает, что  Церковь свидетельствует о попадании человека в рай и близости его к Богу и молится ему, как своему покровителю.
В католической церкви чин канонизации включает торжественное возглашение папы, что блаженный вписывается «в каталог святых, дабы в день своего преставления усердно был прославляем всею церковью»; в связи с этим греч. κανών в значении: список, каталог было заимствовано в латинский язык. И хотя русская церковь заимствовала канонизацию святых от греческой, в отличие от русского языка, в греческом отсутствует специальное слово, соответствующее лат. Canonizatio.

### Православие
В практике православной церкви органом, полномочным канонизировать то или иное лицо в лике святых, является обычно высший законодательный орган данной поместной Церкви, то есть Поместный собор или Синод.

### Католицизм
По правилам католической церкви, процесс причисления к лику святых обычно начинается не ранее, чем через пять лет после смерти человека. Наряду с канонизацией различают также беатификацию — причисление к лику блаженных, которая является предварительной ступенью перед канонизацией. Разграничение между беатификацией и канонизацией было введено в 1642 году папой римским Урбаном VIII.

## Другие значения
- В литературоведении канонизация — приведение вариантов раннего текста к единому стандарту, компиляция единого авторитетного текста из разрозненных источников (напр. в статьях библеистика, китайские классические тексты).
- В математике канонизация — приведение к нормальной форме.
- В информатике канонизация (стандартизация) — процесс преобразования данных в одно возможное представление (en:Canonicalization).